# کونیتومو

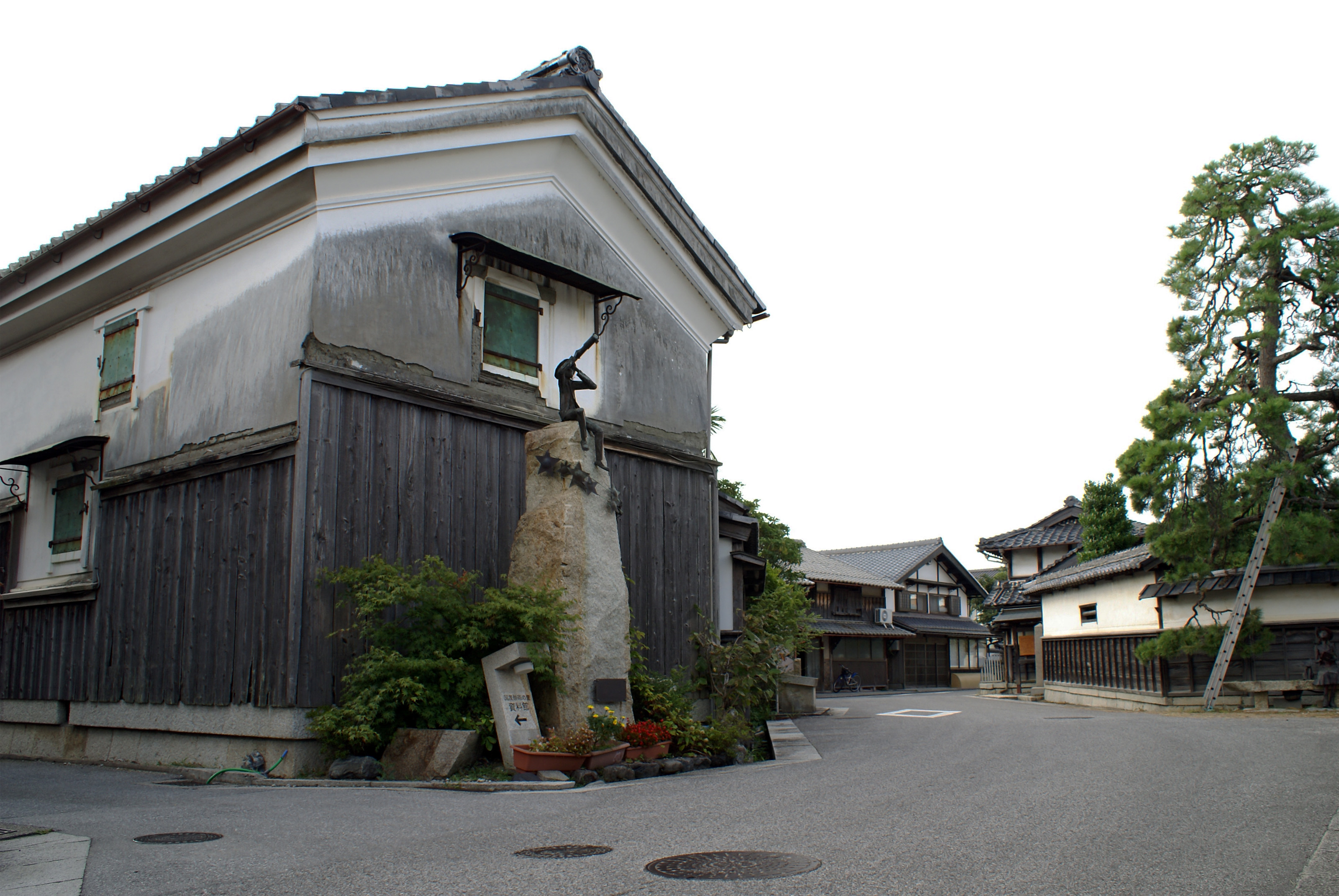

کونیتومو (به ژاپنی: 国友 Kunitomo) نام محلی در بخش ساکاتا، شیگا، ولایت اومی، امروزه کونیتومو در شهر ناگاهاما، شیگا، استان شیگا است که در دوره سنگوکو تا پایان دوره ادو در کنار ساکای و نگورو (واقع در ایواده، واکایاما) یکی از سه مرکز بزرگ تولید تانه‌گاشیما (تفنگ شمخال) در ژاپن بوده است.